# Gastón Álvarez Suárez
Gastón Maximiliano Álvarez Suárez (Córdoba, Argentina, 5 de abril de 1993) es un futbolista argentino. Juega de mediocampista en Shabab Al-Ahli de la UAE Pro League. 
Es sobrino de Matías Suárez y primo de Federico Álvarez.

## Trayectoria
Gastón se formó en las divisiones inferiores del club cordobés Unión San Vicente como volante creativo y en 2006 recala en Belgrano. A mediados de 2011, por citación del entrenador Ricardo Zielinski, se sumó al plantel que disputó el Torneo Apertura. Y debutó oficialmente ante Estudiantes de La Plata de visitante en reemplazo de César Pereyra. En noviembre del mismo año fue preseleccionado argentino sub-18.
En enero de 2014 es cedido a préstamo al club chileno San Marcos de Arica, equipo con el cual se consagra campeón de la Primera B participando en 14 encuentros (10 de titular) y convirtiendo un gol.
Luego de ascender con San Marcos, Belgrano lo cede nuevamente, esta vez a Sportivo Belgrano para jugar la Primera B Nacional en el año 2014. En el equipo verde jugó dos temporadas siendo un jugador clave, que ejecutaba las pelotas paradas y era titular. Pese a su correcto desempeño no pudo evitar el descenso de Sportivo en 2015.
Tras sumar minutos de juego y experiencia se gana la consideración de Ricardo Zielinski y lo hace retornar a Belgrano. Juega 4 partidos por Copa Sudamericana 2016, 3 por Copa Argentina llegando Belgrano a semifinales y 4 en Primera División.

## Clubes
| Club              | País                   | Período         | PJ  | Anotado |
| ----------------- | ---------------------- | --------------- | --- | ------- |
| Belgrano          | Argentina              | 2011-2013       | 1   | 0       |
| San Marcos        | Chile                  | 2014            | 14  | 1       |
| Sportivo Belgrano | Argentina              | 2014-2015       | 57  | 8       |
| Belgrano          | Argentina              | 2016-2017       | 29  | 2       |
| Los Andes         | Argentina              | 2017-2018       | 22  | 2       |
| Arsenal           | Argentina              | 2018-2020       | 50  | 9       |
| Baniyas           | Emiratos Árabes Unidos | 2020-2024       | 96  | 14      |
| Shabab Al-Ahli    | Emiratos Árabes Unidos | 2024-Act.       | 0   | 0       |
| Total en clubes   | Total en clubes        | Total en clubes | 245 | 30      |

- : Goles convertidos

## Palmarés

### Campeonatos nacionales
| Título             | Club                | Sede      | Año     |
| ------------------ | ------------------- | --------- | ------- |
| Primera B          | San Marcos de Arica | Chile     | 2013/14 |
| Primera B Nacional | Arsenal             | Argentina | 2018/19 |